# Proturentomon chinense
Proturentomon chinense är en urinsektsart som beskrevs av Yin 1984. Proturentomon chinense ingår i släktet Proturentomon och familjen Protentomidae. Inga underarter finns listade i Catalogue of Life.